# Ballyconnell
Ballyconnell (irl. Béal Átha Conailln) – miasto w hrabstwie Cavan w Irlandii. Jest położone nad kanałem Shannon–Erne u zbocza góry Slieve Rushen przy granicy z Irlandią Północną.